# Сандху, Амарджит Сингх
Амарджит Сингх Сандху (англ. Amarjit Singh Sandhu, 18 декабря 1954) — угандийский хоккеист (хоккей на траве), нападающий.

## Биография
Амарджит Сингх Сандху родился 18 декабря 1954 года.
Играл в хоккей на траве за «Симба Юнион» из Кампалы.
В 1972 году вошёл в состав сборной Уганды по хоккею на траве на Олимпийских играх в Мюнхене, занявшей 15-е место. Играл на позиции нападающего, провёл 8 матчей, забил 1 мяч в ворота сборной Пакистана.
После Олимпиады за сборную не играл.

## Семья
Старший брат Амарджита Сингха Сандху Раджиндер Сингх Сандху (род. 1945) также выступал за сборную Уганды по хоккею на траве, в 1972 году участвовал в летних Олимпийских играх в Мюнхене.